# 랑시-바쉐역
랑시-바쉐역(프랑스어: Gare de Lancy-Bachet)은 스위스 제네바주 랑시에 있는 기차역이다. 스위스 연방 철도의 표준궤 CEVA 궤도 철도 노선의 중간 정류장이다. 이 역은 새로운 레만 익스프레스 네트워크 런칭의 일환으로 2019년 12월에 문을 열었다. 계획과 개발 과정에서 역은 카루주-바쉐 및 제네바-바쉐로도 알려졌었다.

## 운행편
다음 서비스는 랑시-바쉐에서 정차한다.
- 레만 익스프레스 L1/L2/L3/L4 : 코페와 안마스 사이를 15분 간격으로 운행한다. 안마스에서 안시까지 매시간, 에비앙레뱅과 생제르베레뱅-르파예까지 2시간마다 운행된다.